# 1종 오류와 2종 오류
가설 검정 이론에서, 1종 오류(一種誤謬, 영어: type I error)와 2종 오류(二種誤謬, 영어: type II error)는 각각 귀무가설을 잘못 기각하는 오류와 귀무가설을 잘못 채택하는 오류이다.

## 정의
위 오류들은 통계나 측정을 통해 얻은 값과 이론상의 값의 오차가 생기는 원인에 따라 크게 다음 두 가지로 대별된다.
- 통계적 오류(영어: statistical error): 오차가 무작위적이며 예측할 수 없는 변동에 의해 생기는 오류이다.
- 시스템적 오류(영어: systematic error): 오차가 시스템 상의 잘못으로 인한 것으로, 해당 잘못을 특정해 내면 없앨 수 있다.

통계적 오류는 1종 오류와 2종 오류로 분류된다.
- 1종 오류는 귀무가설이 실제로 참이지만, 이에 불구하고 귀무가설을 기각하는 오류이다. 즉, 실제 음성인 것을 양성으로 판정하는 경우이다. 거짓 양성 또는 알파 오류(영어: α error)라고도 한다.
- 2종 오류는 귀무가설이 실제로 거짓이지만, 이에 불구하고 귀무가설을 기각하지 못하는 오류이다. 즉, 실제 양성인 것을 음성으로 판정하는 경우이다. 거짓 음성 또는 베타 오류(영어: β error)라고도 한다.

## 역사
1928년에 유니버시티 칼리지 런던에 근무하던 통계학자인 예르지 네이만과 이건 피어슨은 특정한 표본이 모집단으로부터 무작위로 골라졌는지를 판단할 수 있는가에 대한 판정의 문제를 논의했다. 이에 대해 이들의 동료였던 플로렌스 나이팅게일 데이비드는 무작위라는 표현은 표본의 추출 방법에 대한 것으로, 표본 그 자체를 수식하기에는 적절치 않다는 지적을 하기도 했다.
네이만과 피어슨은 오류의 두 가지 원인을 "채택해야할 가설을 기각하는 오류"와 "기각해야할 가설을 채택하는 오류"로 정의했다.
이후 1930년에 두 사람은 이 개념을 다음과 같이 진전시켰다.
| “ | 가설 검증에서는 다 두 가지를 늘 생각해야만 한다. (1) 우리는 참인 가설을 기각해버릴 가능성을 최대한 낮게 해야만 한다. (2) 거짓으로 생각되는 가설이 기각되도록 검증해야만 한다. …in testing hypotheses two considerations must be kept in view, (1) we must be able to reduce the chance of rejecting a true hypothesis to as low a value as desired; (2) the test must be so devised that it will reject the hypothesis tested when it is likely to be false. | ” |
|   | — |   |

1933년에는 그들은 이러한 문제는 가설의 진위여부를 확신하고 단언할 수 있는 경우에는 존재하지 않는다고 설명하고 또한 대립가설군에서 특정한 가설을 기각 또는 채용할 때 오류가 쉽게 발생하는 것으로 정의했다.
| “ | 이러한 오류들은 다음의 두 종류로 나뉜다. - (I) 귀무가설 {\displaystyle H_{0}}가 참인데도 기각하는 경우 - (II) 대립가설 {\displaystyle H_{\text{A}}} 또는 {\displaystyle H_{1}}이 참인데도 {\displaystyle H_{0}}를 채택하는 경우 …these errors will be of two kinds: - (I) we reject H0 when it is true, - (II) we accept H0 when some alternative hypothesis HA or H1 is true. | ” |
|   | — :187 |   |

그리고 그들은 이 두 가지 오류를 1종 오류와 2종 오류라 이름붙였다.:190

## 검정력
검정력(檢定力, statistical power)는 통계적 검정에서 귀무가설이 거짓일 때, 곧 대립 가설이 참일 때 귀무가설을 기각하는 확률이다.

## 같이 보기
- 이항 분류
- 탐지 이론
- 이건 피어슨
- 귀무 가설
- 베이즈 추론
- 정밀도와 재현율
- 수신자 조작 특성
- 민감도와 특이도

## 참고 문헌
1. ↑  Neyman, J. & Pearson, E.S., "On the Use and Interpretation of Certain Test Criteria for Purposes of Statistical Inference, Part I", reprinted at pp.1-66 in Neyman, J. & Pearson, E.S., Joint Statistical Papers, Cambridge University Press, (Cambridge), 1967 (originally published in 1928), p.1
2. ↑  David, F.N., Probability Theory for Statistical Methods, Cambridge University Press, (Cambridge), 1949.
3. ↑  Neyman, J. & Pearson, E.S., "On the Use and Interpretation of Certain Test Criteria for Purposes of Statistical Inference, Part I", reprinted at pp.1-66 in Neyman, J. & Pearson, E.S., Joint Statistical Papers, Cambridge University Press, (Cambridge), 1967 (originally published in 1928), p.31)
4. ↑  Pearson, E.S. & Neyman, J., "On the Problem of Two Samples", reprinted at pp.99-115 in Neyman, J. & Pearson, E.S., Joint Statistical Papers, Cambridge University Press, (Cambridge), 1967 (originally published in 1930), p.100
5. 1 2  Neyman, J. & Pearson, E.S., "The testing of statistical hypotheses in relation to probabilities a priori", reprinted at pp.186-202 in Neyman, J. & Pearson, E.S., Joint Statistical Papers, Cambridge University Press, (Cambridge), 1967 (originally published in 1933)